# Škoda 606
Škoda 606 — чешский коммерческий грузовой автомобиль, выпускавшийся компанией Škoda Auto с 1930 по 1941 год. Главным образом использовался как классический бортовой грузовик или автобус на его базе (автомобили маркировали DN и DND). Всего было произведено 769 экземпляров.
Двигатель представлял собой охлаждаемый водой шестицилиндровый OHV объёмом 8554 см³. Первоначально мощность двигателя составляла 74 кВт (100 л. с.), а затем была увеличена до 77 кВт (105 л. с.). Это позволяло автомобилю разгоняться до 60 км/ч.